# Rue de Capri
La rue de Capri est une voie située dans le 12e arrondissement de Paris, en France.

## Situation et accès
La rue de Capri est desservie par la ligne 8 à la station Michel-Bizot.

## Origine du nom
Elle est nommée en référence au bourg de l'île italienne de Capri dans le golfe de Naples.

## Historique
La rue est ouverte en 1909, sous sa dénomination actuelle, sur un axe sud-ouest/nord-est, au-dessus d'anciennes carrières puis est classée dans la voirie de Paris par arrêté du 9 juin 1931.

## Bâtiments remarquables et lieux de mémoire
Les immeubles bâtis en 1910 offrent la particularité d'être l'œuvre exclusive d'un seul architecte, Ch. A. Lemaire. Ils sont numérotés de 1 à 14. À noter une concentration d'artisans, en particulier dans le domaine de l’ameublement.
- No 2 : une plaque rappelle la mémoire de Jean-Pierre Dudraisil-Élie[3] (1923-1944), résistant des Jeunes chrétiens combattants, fusillé le 16 août 1944.
- No 11 bis : numéroté en lieu et place du no 13, présentant ainsi un cas de triskaïdékaphobie.